# Ethochorema ochraceum
Ethochorema ochraceum är en nattsländeart som först beskrevs av Mosely in Mosely och Douglas E. Kimmins 1953.  Ethochorema ochraceum ingår i släktet Ethochorema och familjen Hydrobiosidae. Inga underarter finns listade i Catalogue of Life.